# Yantai
Yantai (en xinès: 烟台, en pinyin: Yāntái), també coneguda com a Zhifu o Chefoo, és una ciutat-prefectura de la província central de Shandong, a la República Popular de la Xina. Situada a la costa sud de l'estret de Bohai, Yantai fa frontera amb Qingdao al sud-oest i Weihai a l'est, amb accés marítim tant a la mar de Bohai (a través de la badia de Laizhou i l'estret de Bohai) com a la mar Groga (des dels costats nord i sud de la península de Shandong). És el port marítim pesquer més gran de Shandong.
Segons el cens de 2010 la seva població era de 6.968.202 persones, de les quals 2.227.733 vivien a la zona formada pels quatre districtes urbans de Zhifu, Muping, Fushan i Laishan.

## Història

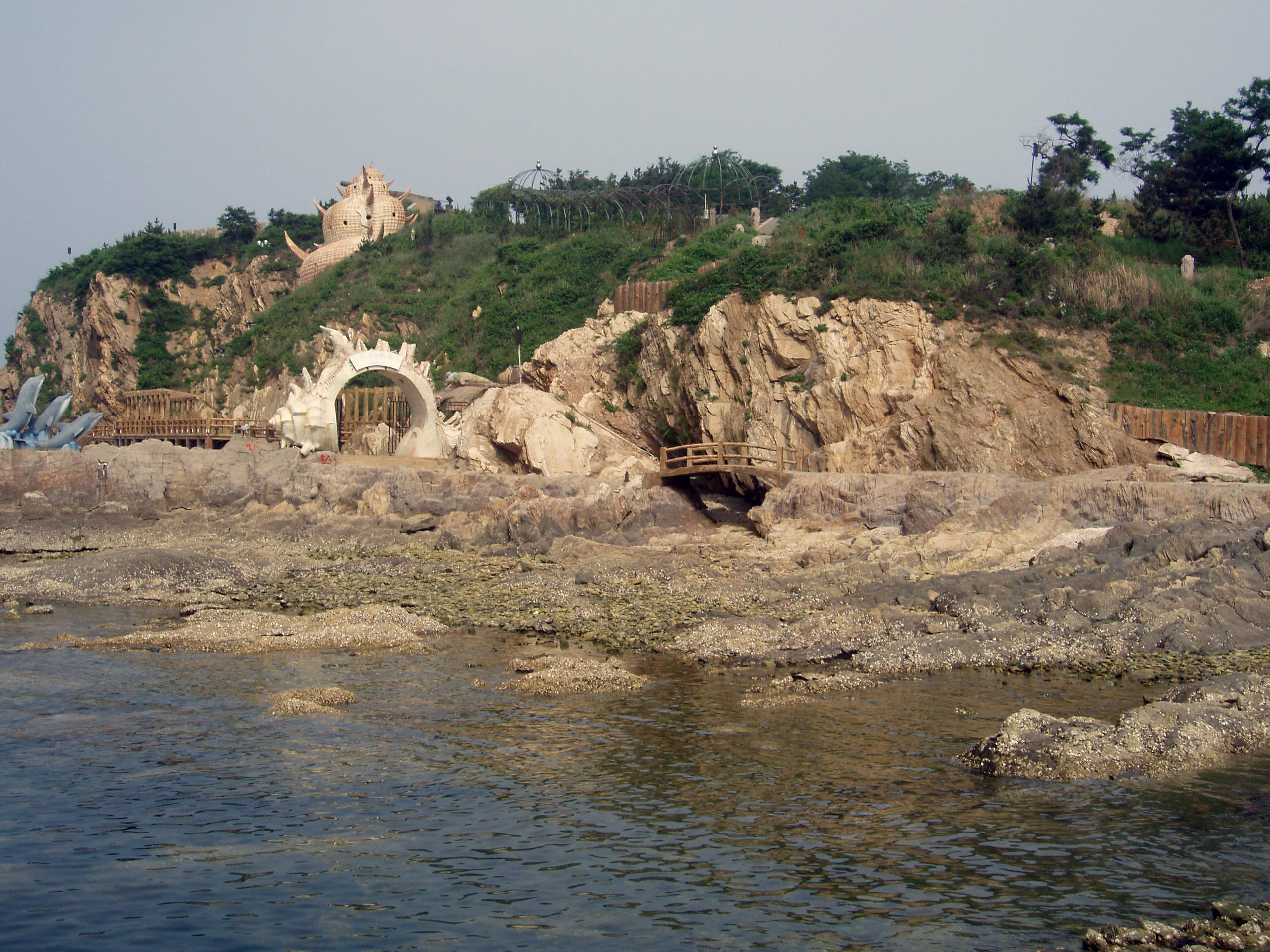
La badia de la Lluna a Yantai

Durant les dinasties xineses Xia i Shang, la regió estava habitada per indígenes coneguts pels xinesos com a "bàrbars de l'Est" (dongyi). Sota la dinastia Zhou, van ser colonitzats i sinitzats com a Lai. Lai va ser annexionat per Qi el 567 aC. Sota el primer emperador (Shi Huangdi), la zona va ser administrada com a comandància Qi. Sota la dinastia Han, es va canviar el nom a comandància de Donglai ( 東  萊  郡). Després del període dels Tres Regnes, la zona va ser organitzada per la dinastia Jin com el Regne o Principat de Donglai, i posteriorment va tornar a prefectura com a jùn i més tard zhōu. Sota la dinastia Tang i durant el període de les Cinc Dinasties i Deu Regnes, va ser coneguda com a prefectura de Deng i organitzada amb el circuit de Henan. Després es va organitzar com a comandància de Laizhou ( 萊  州  府) i després, sota la dinastia Qing, com a prefectura de Dengzhou ( 登  州  府).
Fins al segle xix, però, la zona de Zhifu no consistia més que en petits pobles de pescadors de poca importància. Sota la dinastia Ming, la preocupació principal eren els pirates Wakō i més endavant l'exagerada "prohibició marítima", que exigia als xinesos de la costa que abandonessin el comerç i bona part de la pesca i que es traslladessin a l'interior sota pena de mort.
Després de la Segona Guerra de l'Opi, l'Imperi Qing es va veure obligat a obrir més ports pel desigual tractat de Tianjin de 1858, incloent Tengchow (actualment Penglai, Shandong). Al trobar-se inadequat el seu port, Zhifu —a uns 48 km de distància— va ser seleccionat per actuar com a seu del comerç exterior de la zona. L'amarratge es trobava a una distància considerable de la costa, cosa que requeria més temps i despeses en càrrega i descàrrega, però el port era profund i els negocis van créixer ràpidament. El port es va obrir el maig de 1861. El decret oficial va anar acompanyat de la construcció de l'oficina duanera de Donghai ( 東海  關). Es va convertir ràpidament en la residència de l'intendent del circuit (taotai), i un considerable assentament estranger situat entre l'antiga ciutat vella i el port. Gran Bretanya i setze nacions més van establir consolats a la ciutat. La ciutat es va expandir inicialment amb carrers ben traçats i cases de pedra ben construïdes, fins i tot per a les classes més pobres, es va construir una església catòlica i una altra protestant i un hotel allotjava estrangers que tenien la ciutat com a lloc d'estiueig.

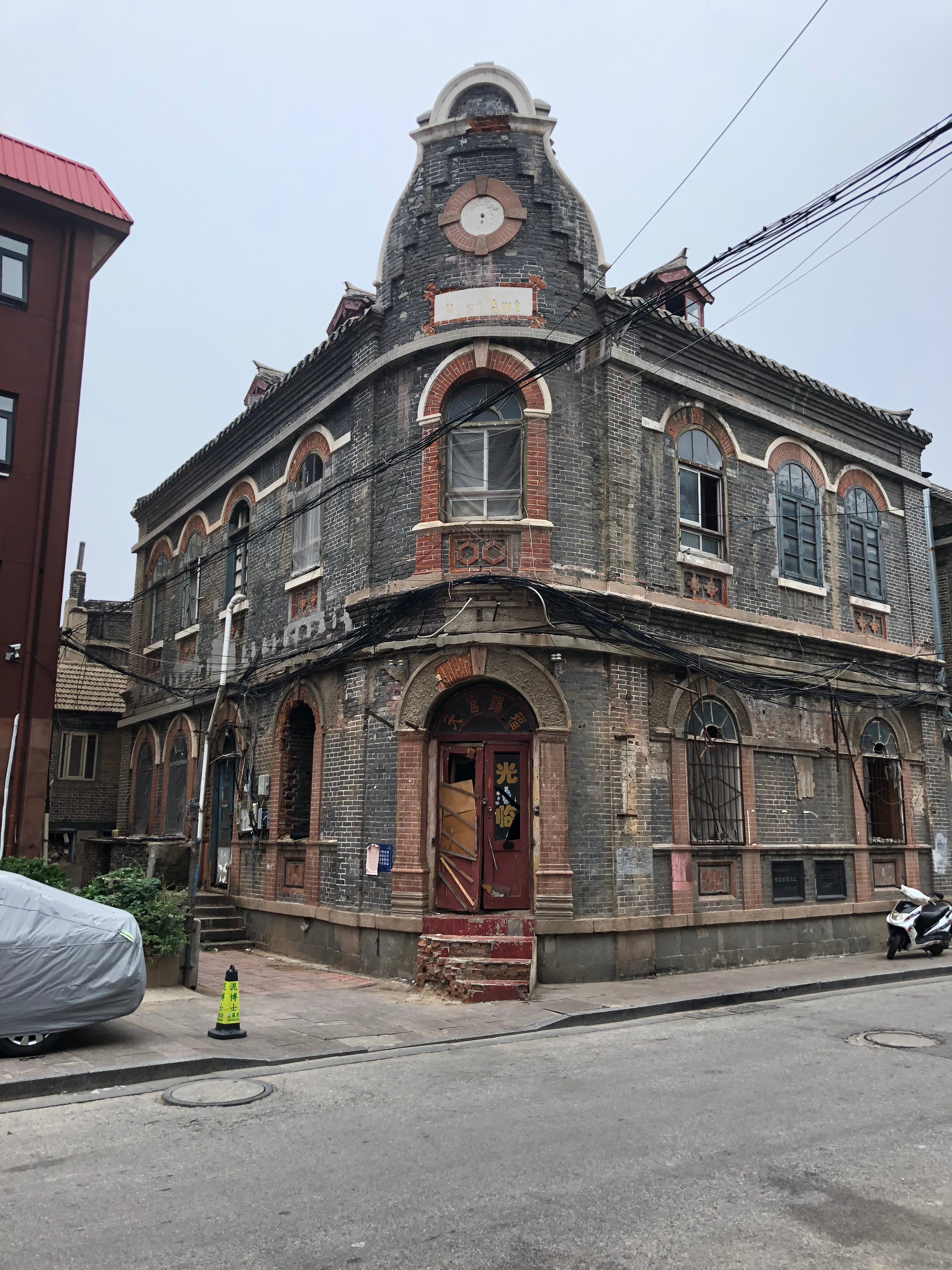
Oficina de correus alemanya al nucli antic de Yantai

Els principals comerciants eren els britànics i els nord-americans, seguits dels alemanys i dels tailandesos. El 1872, van entrar 233 vaixells britànics amb 97.239 tones de càrrega valorades 144.887 lliures i 348 vaixells de totes les altres nacionalitats van entrar amb 149.197 tones de càrrega valorades en 177.168 lliures.A la dècada de 1870, les principals importacions eren productes de llana i cotó, ferro i opi i les principals exportacions van ser tofu, oli de soia, pèsols, fideus vermicelli, vegetals i fruits secs del propi Zhifu, seda en brut i trena de palla de Laizhou i nogueres de Qingzhou. La ciutat també canviava licors xinesos i articles diversos per les algues comestibles cultivades a les profunditats dels assentaments russos al voltant de Port Arthur (actualment Lüshunkou). El 1875, l'assassinat del diplomàtic britànic Augustus Margary a Tengchong (Yunnan), va provocar una crisi diplomàtica que va ser resolta a Zhifu per Thomas Wade i Li Hongzhang l'any següent. El resultat de la Convenció de Chefoo va donar als súbdits britànics extraterritorialitat a tota la Xina i va eximir els enclavaments dels comerciants estrangers de l'impost sobre comerç intern. La seva situació i el seu bon ancoratge el van convertir en un lloc preferit per a les flotes estrangeres, cosa que li va donar certa importància en els conflictes sobre Corea, Port Arthur i Weihaiwei.
Yantai va rebre activitats i inversions econòmiques alemanyes durant uns 20 anys. En el període previ a la Primera Guerra Mundial, el seu comerç va continuar creixent. Les importacions i exportacions totals es van valorar en 2.724.000 lliures el 1880, 4.228.000 lliures el 1899 i 4.909.908 lliures el 1904. Els 905 vaixells del 1895 tenien un pes mort de 835.248 ; el 1842 el 1905 contenia 1.492.514 tones., però estava limitat per les pobres carreteres de l'interior de la zona i la necessitat d'utilitzar animals de càrrega per al transport. Els articles comercials van continuar essent els mateixos que abans. Després de la derrota dels alemanys per les forces aliades a la Primera Guerra Mundial, Qingdao i Yantai van ser ocupades pels japonesos, que van convertir Yantai en una estació d'estiu per a la seva flota asiàtica. També van crear un establiment comercial a la ciutat. Tanmateix, la colorida història de la ciutat no ha deixat una empremta arquitectònica distintiva, mai no hi ha hagut cap concessió estrangera i, tot i que hi ha alguns edificis europeus del segle xix, la majoria de la ciutat és d'origen molt més recent. Després de 1949, el nom de la ciutat es va canviar de Chefoo a Yantai i es va obrir al món com un port comercial el 1984.
El 12 de novembre de 1911, la divisió oriental de Tongmenghui es va declarar part del moviment revolucionari. L'endemà, va establir el govern militar de Shandong (山東 軍 政府) i, el dia següent es va canviar el nom a Divisió Yantai del govern militar de Shandong (山東 煙台 軍政 分 府). El 1914 es va establir el circuit de Jiaodong (膠東 道) amb Yantai com a capital. Es va convertir en el circuit de Donghai (東海 道) el 1925. El 19 de gener de 1938 Yantai va participar com a membre d'un comitè revolucionari anti-japonès.
Després de la creació de la República Popular de la Xina, Yantai va rebre oficialment l'estatus de ciutat amb les ciutats perifèriques de Laiyang i Wendeng considerades "Regions especials" (专区) el 1950. Wendeng es va fusionar a Laiyang sis anys després, i aquesta regió especial més gran de Laiyang es va combinar amb la ciutat de Yantai per convertir-se en la prefectura de Yantai (烟台 地区). Yantai té una importància estratègica per a la defensa de la Xina, ja que juntament amb Dalian, directament a l'altra banda de la mar de Bohai, són les bases principals de la guàrdia costanera de Pequín. El novembre de 1983, la prefectura es va convertir en una ciutat a nivell de prefectura.

## Geografia

### Clima
Yantai té un clima subtropical humit amb influència monsònica, amb estius calorosos, humits i plujosos i hiverns secs i freds.

## Administració
La ciutat-prefectura de Yantai administra 5 districtes, 6 ciutats-comtat i una zona de desenvolupament (开发区).
- Districte de Zhifu （芝罘区）
- Districte de Fushan （福山区）
- Districte de Muping （牟平区）
- Districte de Laishan （莱山区）
- Districte de Penglai（蓬莱区）
- Ciutat de Laiyang （莱阳市）
- Ciutat de Laizhou（莱州市）
- Ciutat de Zhaoyuan （招远市）
- Ciutat de Qixia （栖霞市）
- Ciutat de Haiyang（海阳市）
- Ciutat de Longkou（龙口市）
- Zona de Desenvolupament Econòmic i Tecnològic de Yantai
- Zona de desenvolupament industrial d'alta tecnologia de Yantai

i aquests es divideixen alhora en 94 ciutats, sis municipis i 48 subdistrictes.
| Mapa |
| --- |
| Zhifu Fushan Muping Laishan Penglai Longkou · (ciutat) Laiyang · (ciutat) Laizhou · (ciutat) Zhaoyuan · (ciutat) Qixia · (ciutat) Haiyang · (ciutat) |

## Personatges notables
- Chou Wen-chung (n. 1923), compositor
- Qiu Chuji (1148-1227), principal sacerdot taoista de l'escola Quanzhen
- Qi Jiguang (1528-1588), general militar de la dinastia Ming, recordat per defensar la Xina costanera dels pirates Wakō
- Peter Stursberg (1913-2014), escriptor i periodista canadenc